# Frank Bunker Gilbreth

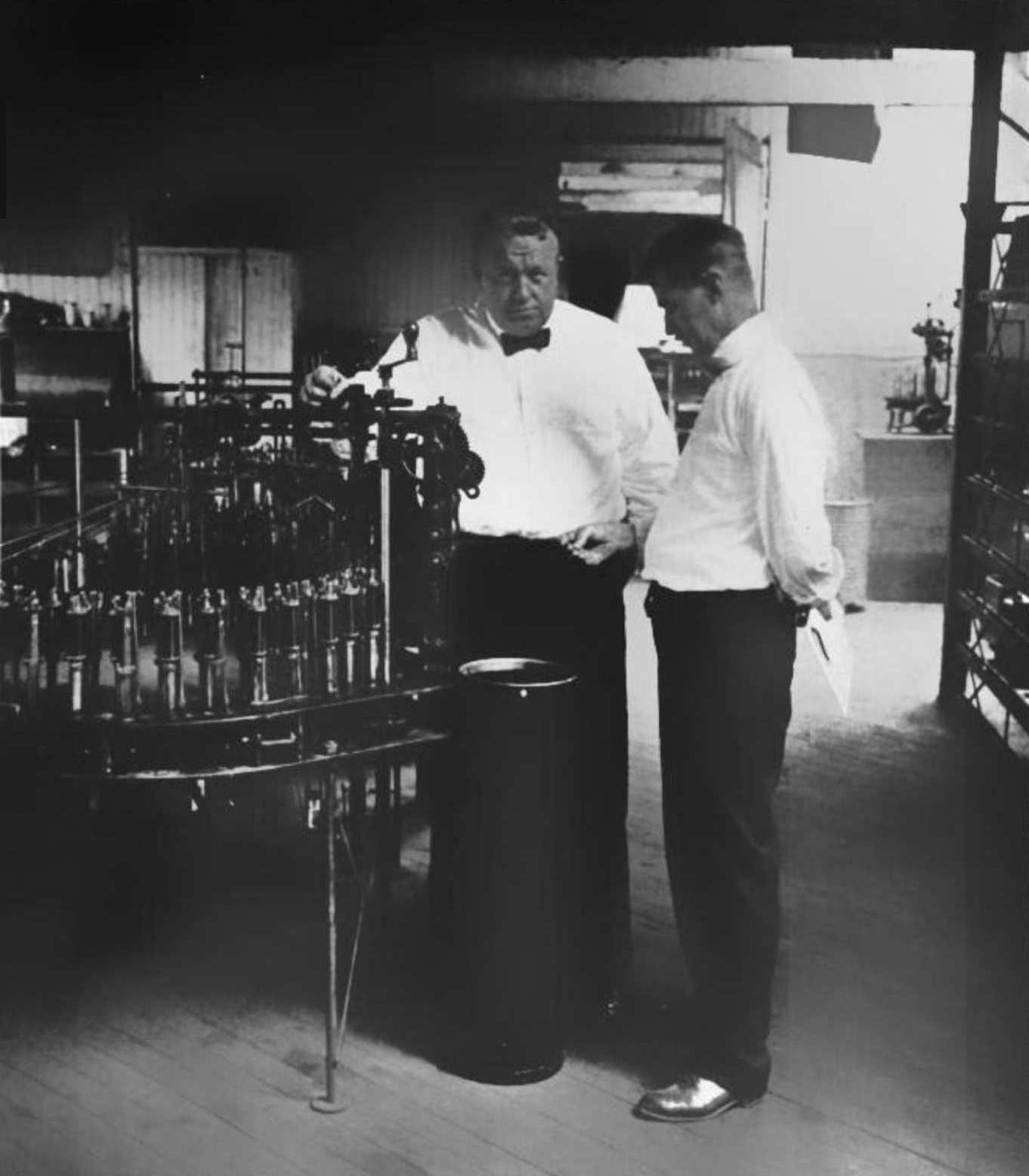
F. B. Gilbreth (a kamerával szemben), 1916 körül

Frank Bunker Gilbreth (Fairfield, Maine, 1868. július 7. – Montclair, New Jersey, 1924. június 14.) amerikai mérnök, a tudományos menedzsment egyik megalapozója, a mozdulatelemzés első alkalmazója.

## Pályafutása
Gilbreth a középiskola után kőművesként kezdett el dolgozni, majd építési vállalkozó lett. Órákat is adott a Purdue Egyetemen. 1904-ben házasodott össze Lillian Moller Gilbrethel, akitől 12 gyereke született. Gilbreth fiatal építési vállalkozóként találta meg a hivatását, amikor kőművesként egyszerűbb és gyorsabb falazási módszereket keresett. Feleségével együtt éveken át vizsgálták a munkások (fizikai és szellemi munkások) munkastílusát, szokásait, hogy egyszerűbb módokat találjanak a munka elvégzésére. Menedzsment tanácsadó céget alapítottak Gilbreth, Inc. néven. Gilbreth az I. világháború alatt az amerikai hadseregben szolgált, feladata az volt, hogy megtalálja a kisebb fegyverek gyorsabb és hatékonyabb szét- és összeszerelésének a módját.
Kutatómunkája során arra a következtetésre jutott, hogy a munkavégzési folyamat 17 alapmozdulat kombinációjából épül fel, amik 3 fő csoportba sorolhatóak: megragadás, mozgatás, megtartás. Kutatásaihoz a munkások mozdulatait filmre is vette. Gilbreth arra tanította a menedzsereket, hogy a munka elvégzésének a módját folyton kérdőjelezzék meg, és felhívta a figyelmet a folyamatos fejlesztés fontosságára.
Ő volt az első, aki azt javasolta, hogy a sebész mellett legyen egy ápolónő, aki a sebész kezébe adja a műszereket és eszközöket akkor, amikor arra a sebésznek az operáció közben szüksége van.

## Magyarul megjelent művei
- Frank B. Gilbreth Jr.–Ernestine Gilbreth Carey: Tucatjával olcsóbb!; ford. Reichenberger Andrea; Jokerex, Bp., 2004

## Fordítás
- Ez a szócikk részben vagy egészben  a   Frank Bunker Gilbreth, Sr. című angol Wikipédia-szócikk ezen változatának fordításán alapul.  Az eredeti cikk szerkesztőit annak laptörténete sorolja fel. Ez a jelzés csupán a megfogalmazás eredetét és a szerzői jogokat jelzi, nem szolgál a cikkben szereplő információk forrásmegjelöléseként.